# نيناد جيفكوفيتش
نيناد جيفكوفيتش (10 مارس 1989 في بلغراد في صربيا – )؛ هو لاعب كرة قدم كان يلعب كمهاجم.

## وصلات خارجية
- نيناد جيفكوفيتش على موقع رابطة كرة القدم اليابانية للمحترفين (اليابانية)
- نيناد جيفكوفيتش على موقع قاعدة بيانات كرة القدم.إي يو (الإنجليزية)
- نيناد جيفكوفيتش على موقع Soccerway.com (الإنجليزية)
- نيناد جيفكوفيتش على موقع عالم كرة القدم.نت (الإنجليزية)